# Kling Glass
Kling Glass AB är en glasstillverkare i Mariestad. Företaget startades av Harry Kling (1908–1996) på 1950-talet och såldes till Falköpings mejeri 1991. Bolaget har 14 anställda och omsätter omkring 22 MSEK årligen.

## Produkter
Företaget tillverkar styckglassar, glasstårtor och kokosbollar.  Fabriken ligger på Milstensgatan i Mariestad. En av Klings största produkter är den stora treliters Dinétårtan som säljs över hela Sverige. Styckglassarna kan inköpas i stora delar av Västsverige men bara med få undantag i övriga landet. Klings menar att de vinnlägger sig om att använda lokala och traditionella råvaror i sina glassar.
Under Harry Klings ledning var förändringstakten blygsam men under 2000-talet har sortimentet genomgått en kraftig modernisering och cirka hälften av styckglassarna har bytts ut. Till de glassar som har slutat tillverkas sedan 1990-talet hör Glassbåt samt pinnglassarna Poker, Avenyn, Vaniljstång och strutglassen Lumumba (chokladglass). Bland styckglassar som har bibehållits i sortimentet märks POP74, Blåbärsputte och M400, en stor strut som togs fram speciellt till Mariestads 400-årsfirande 1983.